# Heinz Vollmar
Heinz Vollmar (26. april 1936 – 12. oktober 1987) var en tysk fodboldspiller (angriber).
Han tilbragte hele sin klubkarriere hos henholdsvis St. Ingbert og FC Saarbrücken. Han blev desuden noteret for tolv kampe og tre scoringer for det vesttyske landshold, som han repræsenterede ved VM i 1962 i Chile.